# 蛇夫座24
蛇夫座24，即24 Oph又名BD-22 4249，HD 152849、SAO 184822、HR 6291，是蛇夫座的一颗恒星，视星等为5.58，位于銀經358.6，銀緯12.31，其B1900.0坐标为赤經16h 50m 46.1s，赤緯-22° 12.31′ 29″。